# Haraldsted Sogn
Haraldsted Sogn 
ist eine ehemalige Kirchspielsgemeinde (dän.: Sogn) auf der Insel Sjælland im südlichen Dänemark. Bis 1970 gehörte sie zur Harde Ringsted Herred im damaligen Sorø Amt, danach zur Ringsted Kommune im Vestsjællands Amt, die im Zuge der  Kommunalreform zum 1. Januar 2007 Teil der Region Sjælland geworden ist.
Im Kirchspiel lebten am 1. Oktober 2020 1.064 Einwohner. Im Kirchspiel lag die Kirche „Haraldsted Kirke“.
Nachbargemeinden waren im Osten Valsølille Sogn, im Südosten Vigersted Sogn, im Süden Benløse Sogn und Ringsted Sogn, im Südwesten Bringstrup Sogn und im Westen Allindemagle Sogn, ferner in der benachbarten Holbæk Kommune im Westen Store Tåstrup Sogn und im Norden Kirke Eskilstrup Sogn. Allindemagle Sogn und Haraldsted Sogn wurden am 29. November 2020 zum Allindemagle-Haraldsted Sogn zusammengelegt. Diese Zusammenlegung bezieht sich  nur auf die kirchlichen Belange. In ihrer Eigenschaft als Matrikelsogne, also als Grundbuchbezirke der Katasterbehörde Geodatastyrelsen, wirken sich seit Abschaffung der Hardenstruktur 1970 solche Änderungen nicht mehr aus.